# 1927 en football
Cet article présente les faits marquants de l'année 1927 en football.

## Mars
- 16 mars : à Lisbonne, l'équipe de France s'impose 4-0 sur l'équipe du Portugal.

## Avril
- Les Rangers sont champions d'Écosse.
- Newcastle UFC est champion d'Angleterre.
- 9 avril : création du club luxembourgeois FC Red Star Merl-Belair.
- 16 avril : Celtic remporte la Coupe d’Écosse face à East Fife FC, 3-1.
- 23 avril : Cardiff City FC remporte la Coupe d'Angleterre face à Arsenal, 1-0
- 24 avril : au Stade olympique Yves-du-Manoir de Colombes, l'équipe de France et l'équipe d'Italie font match nul 3-3.

## Mai
- 8 mai : l'Olympique de Marseille remporte la Coupe de France face à l'US Quevilly, 3-0.
- 15 mai : Real Unión de Irún remporte la Coupe d'Espagne face à l'Arenas Club de Guecho, 1-0.
- 22 mai : le Grasshopper-Club Zurich est champion de Suisse.
- 22 mai : au Stade olympique Yves-du-Manoir de Colombes, l'équipe d'Espagne s'impose 4-1 sur l'équipe de France.
- 26 mai : au Stade olympique Yves-du-Manoir de Colombes, l'équipe d'Angleterre s'impose 6-0 sur l'équipe de France.
- Cercle de Bruges est champion de Belgique.

## Juin
- 7 juin : à Rome au numéro 35 de Via Uffici del Vicario est fondée l'équipe de la Capitale, l'Associazione Sportiva Roma, AS Roma.
- 12 juin : le 1.FC Nuremberg est champion d’Allemagne en s'imposant 2-0 en finale nationale face au Hertha BSC Berlin.
- 12 juin : à Budapest, l'équipe de Hongrie s'impose 13-1 sur l'équipe de France.
- Torino, champion d’Italie, est déclassé par la fédération italienne.

## Septembre
- 18 septembre : le CR Flamengo est champion de l'État de Rio de Janeiro.
- 25 septembre : Paulistano est champion de l'État de Sao Paulo.

## Décembre
- 4 décembre : CA San Lorenzo de Almagro est champion d'Argentine.

## Naissances
Plus d'informations : Liste d'acteurs du football nés en 1927.
- 16 février : Thadée Cisowski, footballeur français.
- 10 mars : Jupp Derwall, entraîneur allemand.
- 2 avril : Ferenc Puskás, footballeur hongrois.
- 24 mai : Claude Abbes, footballeur français.
- 1er juin : László Kubala, footballeur hongrois.
- 14 juillet : Henri Skiba, footballeur français.
- 13 septembre : Maurice Lafont, footballeur français.
- 26 septembre : Enzo Bearzot, entraîneur italien.
- 19 octobre : Hans Schäfer, footballeur allemand.
- 5 décembre : Oscar Míguez, footballeur uruguayen.